# 1530
Évszázadok: 15. század – 16. század – 17. század
Évtizedek: 1480-as évek – 1490-es évek – 1500-as évek – 1510-es évek – 1520-as évek – 1530-as évek – 1540-es évek – 1550-es évek – 1560-as évek – 1570-es évek – 1580-as évek
Évek: 1525 – 1526 – 1527 – 1528 –  1529 – 1530 – 1531 – 1532 – 1533 – 1534 – 1535

## Események

### Határozott dátumú események
- február 14. – I. János magyar király budai országgyűlésén csak az általa uralt területek képviseltetik magukat, s ahol Bánffy Jánost nádorrá,[1] somlyói Báthory Istvánt pedig erdélyi vajdává választják.
- május 8. – A nyugat-magyarországi rendek Pozsonyban részgyűlést tartanak.[1]
- június 25. – Az ágostai hitvallás felolvasása V. Károly német-római császár előtt.[2]
- október 26. – V. Károly német-római császár Málta szigetét a 8 évvel azelőtt Rodoszról elűzött Jeruzsálemi Szent János lovagrendnek adományozza.
- december 24. – Somlyói Báthory István mellett Laski Jeromost nevezik ki erdélyi vajdának.
- december 26. – Buda novemberi osztrák ostromát követően János király kinevezi Magyarország kormányzójává a velencei politikai kalandort Gritti Alajost.[1]

### Határozatlan dátumú események
- az év folyamán –
  - Szapolyai János hadai megostromolják és elfoglalják a Ferdinánd pártjára állt gyulai várat. (A vár tulajdonosa a támadást vezető Czibak Imre lett.)[3]
  - Goa lesz a Portugálok Indiai Államának székhelye.[4]

## Születések
- Báthory Kristóf erdélyi vajda († 1581)[5]
- május 7. – I. Louis de Bourbon-Condé, a Condé-ház alapítója, a hugenotta tábor vezetője a francia vallásháborúkban († 1569)
- július 17. – François de Montmorency, Montmorency hercege, Franciaország marsallja, a francia vallásháborúk mérsékelt katolikus (ún. „politikus”) pártjának vezetője († 1579)
- október 21. – Jacques Jonghelinck flamand szobrász és éremművész († 1606)

## Halálozások
- május 4. – Idősebb Niklas Salm, Salm-Neuburg grófja, német-római császári hadvezér (* 1459)
- május 8. – Ecsedi Báthori István nádor (* 1477 körül)[6]
- június 3. más források szerint október 10. – Podmaniczky István nyitrai püspök (* 1480 előtt)[7]
- november 11. – Balbus Jeromos (Girolamo Balbi) itáliai humanista, váci prépost, egri őrkanonok és gurki érsek (* 1465 körül)

## Európai időjárás
Esős tél, nyugati szelek, az emberek ingben dolgoztak Elzászban.